# Louis XIV et vingt millions de Français
Pour les articles homonymes, voir Louis XIV (homonymie).
Louis XIV et vingt millions de Français est un livre de l'historien Pierre Goubert paru en 1966, qui a un très grand succès. 
Ce livre, accessible au grand public, est novateur parce qu'il exploite les résultats de la démographie historique et de l'histoire économique et sociale alors portées par l'École des Annales pour les mettre en regard avec la figure du roi Louis XIV. Il cherche à décrire la vie, difficile, des Français. Expliquant les crises démographiques et économiques, il réduit la période faste du règne de Louis XIV à un peu plus d'une décennie. Le livre, plusieurs fois réédité, marque l'historiographie.

## Présentation

### Le roi et ses sujets
Louis XIV et vingt millions de Français est un livre publié en 1966 par Pierre Goubert, historien rattaché à l'École des Annales. Ce n'est pas seulement une biographie de Louis XIV. Comme l'explique Hubert Méthivier, l'auteur « confronte le roi et son royaume (qu'il prend en 1661, et non en 1643), présente vingt millions de  Français … plus un, qui prétend être par naissance et par vocation, leur guide ». Il s'agit, rompant avec les biographies qui dressent un portrait de Louis XIV isolé de ses contemporains, de mesurer les conséquences de la politique du roi sur la vie du peuple, en étudiant ce dernier à égalité avec son monarque. C'est alors une démarche nouvelle,,. 
Le livre s'adresse à la fois aux historiens et au grand public,, et, pour être plus accessible, est dépourvu de notes de bas de page. Alors qu'à cette époque les biographies grand public sont plutôt écrites par des auteurs qui ne sont pas historiens de métier, Pierre Goubert « fait œuvre de vulgarisation au sens le plus élevé du terme ».
Le livre comporte cinq parties. Il commence par un tableau démographique, économique, social et institutionnel de la France à la mort de Mazarin en 1661,. Viennent ensuite trois parties chronologiques : 1661-1679, 1679-1689, et 1689-1714 et enfin un bilan de la situation de la France en 1715. Dans ce traitement chronologique, l'historien marxiste François Hincker voit une réhabilitation de l'événement, qu'il qualifie de « tonique » parce qu'elle provient d'un historien des structures comme Pierre Goubert.

### Réévaluer le règne deLouisXIV
Pierre Goubert montre que la période faste du règne de Louis XIV (« le Grand Siècle ») est courte : les années 1660 et le début des années 1670,,,. Ensuite, les guerres, les révoltes et les crises démographiques se multiplient, jusqu'à la grande famine de 1693-1694,. Après le désastre des années 1709-1710, le bilan de la situation en 1715 est moins négatif, ce qui explique les réussites de la Régence,.
Si les parties du livre qui concernent les guerres et la diplomatie sont assez convenues, la nouveauté de l'ouvrage de Pierre Goubert réside dans ses descriptions des réalités démographiques, économiques et sociales de la vie difficile de la très grande majorité des Français, fondées sur les études récentes des historiens de l'école des Annales dont il fait partie. Il peut en effet s'appuyer sur toute une série d'études régionales d'histoire économique, sociale et démographique, souvent des thèses, écrites par Georges Livet, René Baehrel, Abel Poitrineau, Emmanuel Le Roy Ladurie, Jean Meyer et Pierre Deyon. Il avoue lui-même avoir peu mis en avant les aspects religieux et culturels, alors moins étudiés.
Pour François Hincker, « ce petit livre est profondément démystificateur ». Bartolomé Bennassar a une expression proche : « il met à mal, et de façon convaincante, quelques uns des mythes les plus résistants à propos de la France du Grand Siècle ». Il souligne l'importance de l'action de Colbert,,, mais lui dénie une grande originalité de pensée, ; il n'ignore pas la grandeur du règne de Louis XIV tout en montrant aussi les limites de sa perception du monde et de son action,. Le jésuite Joseph Lecler juge que « Ce livre est rude. Louis XIV et ses plus grands ministres y sont traités sans ménagement. Il y a des pages impitoyables sur Colbert et sa « politique économique » ». Il juge « dédaigneuse » la priorité accordée à la majorité de la population sur l'élite culturelle.
Pierre Goubert écrit dans un style qu'Hubert Méthivier qualifie de « captivant par son mordant, ses images abruptes, son ton percutant ». Pour Henri Legohérel, « On sort ébloui de la lecture du Louis XIV de M. Pierre Goubert. L'ouvrage est passionnant et l'intérêt du lecteur, emporté par un style rapide, presque familier, ne se relâche à aucun moment ».

### Postérité
Pour Michel Reulos, « Par les aperçus originaux qu'il donne, par les analyses précises en même temps que synthétiques qu'il contient, cet ouvrage marque une date dans l'historiographie du siècle de Louis XIV ». Le livre est un grand succès,,. Il est réédité en 1977 en poche, dans la collection Pluriel, augmenté d'une préface consacrée à un bilan historiographique sur le règne de Louis XIV depuis la première parution du livre et d'un dossier de revue de presse de la réception de l'ouvrage,. Une nouvelle édition en grand format paraît en 1991.

En 2012, Thierry Sarmant situe ainsi le livre de Pierre Goubert : 

« Il y a eu un Louis XIV « de gauche » (Pierre Goubert, Louis XIV et vingt millions de Français, 1966), un Louis XIV « de droite » (François Bluche, 1986), un Louis XIV « centriste » (Jean-Christian Petitfils, 1992). Écrit d’une plume allègre, l’essai de Pierre Goubert a été tenu pour iconoclaste au moment de sa parution, parce qu’il replaçait le Grand Roi dans son temps et invitait à une réflexion critique. »

## Éditions

### Grand format
- Louis XIV et vingt millions de Français, Paris, Fayard, coll. « L'histoire sans frontières », 1966, 256 p. (lire en ligne).
- Louis XIV et vingt millions de Français, Paris, Fayard, coll. « Nouvelles études historiques », 1991, 354 p. (ISBN 978-2-213-02602-2).

### Poche
- Louis XIV et vingt millions de Français, Paris, Fayard, coll. « Le Livre de Poche-Pluriel », 1977, 415 p. (ISBN 978-2-253-01665-6).
- Louis XIV et vingt millions de Français, Paris, Fayard, coll. « Pluriel », 1982, 416 p. (ISBN 978-2-01-008855-1).
- Louis XIV et vingt millions de Français, Paris, Fayard, coll. « Pluriel », 2010, 416 p. (ISBN 978-2-8185-0006-4).

#### Recensions
- « Le "Louis XIV" de Pierre Goubert », Le Monde,‎ 24 septembre 1966 (lire en ligne, consulté le 24 juin 2025).
- Y. B., « Goubert Pierre — Louis XIV et vingt millions de Français », Population, vol. 22, no 6,‎ 1967, p. 1133–1133 (lire en ligne, consulté le 24 juin 2025).
- Bartolomé Bennassar, « Le « Grand Roi » et ses sujets : Pierre Goubert, Louis XIV et vingt millions de français, Coll. sans frontières, Paris, Éd. A. Fayard, 1966 », Annales du Midi, vol. 80, no 87,‎ 1968, p. 229–230 (lire en ligne, consulté le 24 juin 2025).
- (en) Betty Behrens, « Louis XIV et vingt millions de Français », The Historical Journal, vol. 10, no 2,‎ 1967, p. 303–304 (ISSN 0018-246X, lire en ligne, consulté le 24 juin 2025).
- François Hincker, « Louis XIV et vingt millions de Français, de Pierre Goubert », La Pensée, no 133,‎ juin 1967, p. 113-116 (lire en ligne).
- J. Lecler, « Pierre Goubert Louis XIV et vingt millions de Français Fayard, 1966, 256 p. », Études, no 326,‎ janvier-juin 1967, p. 134-135 (lire en ligne).
- Henri Legohérel, « Louis XIV et vingt millions de Français, (Collection « L'histoire sans frontières » ) », Revue historique de droit français et étranger, vol. 45,‎ 1967, p. 681–684 (ISSN 0035-3280, lire en ligne, consulté le 24 juin 2025).
- Michel Lutfalla, « Louis XIV et vingt millions de Français, coll. L'Histoire immédiate », Revue d'économie politique, vol. 77, no 1,‎ 1967, p. 120 (ISSN 0373-2630, lire en ligne, consulté le 24 juin 2025).
- (en) Frédéric Mauro, « Louis XIV et vingt millions de Français. », The Economic History Review, vol. 20, no 3,‎ 1967, p. 626 (ISSN 0013-0117, DOI 10.2307/2593149, lire en ligne, consulté le 24 juin 2025).
- Hubert Méthivier, « Louis XIV et vingt millions de Français, Paris, éd. A. Fayard, 1966, 254 pp, in-8° », XVIIe siècle, no 74,‎ 1967, p. 80-82 (lire en ligne).
- Michel Reulos, « Louis XIV et vingt millions de Français », Bulletin de la Société de l'histoire du protestantisme français, vol. 113,‎ 1967, p. 495–496 (ISSN 0037-9050, lire en ligne, consulté le 24 juin 2025).
- Louis Trenard, « Pierre Goubert, Louis XIV et vingt millions des Français, 1966 », Revue du Nord, vol. 49, no 192,‎ 1967, p. 217–218 (lire en ligne, consulté le 24 juin 2025).

#### Nécrologies
- Gérard Béaur, « In memoriam Pierre Goubert ( 1915-2012). Sur les routes tracées par un grand historien du rural », Histoire & Sociétés rurales, vol. 37, no 1,‎ 21 septembre 2012, p. 7–13 (ISSN 1254-728X, DOI 10.3917/hsr.037.0007, lire en ligne, consulté le 24 juin 2025).
- Jean Duma, « Hommage à Pierre Goubert », Cahiers d'histoire. Revue d'histoire critique, no 121,‎ 1er avril 2013, p. 191–203 (ISSN 1271-6669, DOI 10.4000/chrhc.3262, lire en ligne, consulté le 24 juin 2025).
- Maurice Garden, « Pierre Goubert (25 janvier 1915-16 janvier 2012):Un des très grands historiens français du XXe siècle », Annales de démographie historique, vol. 123, no 1,‎ 2012, p. 5–9 (ISSN 0066-2062, DOI 10.3917/adh.123.0005, lire en ligne, consulté le 24 juin 2025).

#### Historiographie
- François Lebrun, « La recherche historique sur le second versant du règne personnel de Louis XIV (1685-1715) », Cahiers Saint-Simon, vol. 8, no 1,‎ 1980, p. 104–108 (DOI 10.3406/simon.1980.984, lire en ligne, consulté le 24 juin 2025).
- Thierry Sarmant, Louis XIV. Homme et roi, Paris, Tallandier, 2012 (ISBN 979-10-210-0669-0, DOI 10.3917/talla.sarma.2014.01, lire en ligne).